# 水島臨海鉄道水島本線
水島本線（みずしまほんせん）は、岡山県倉敷市の倉敷市駅から三菱自工前駅を経て、倉敷貨物ターミナル駅に至る水島臨海鉄道の鉄道路線である。
水島に建設された軍需工場の専用鉄道として敷設され、戦後は水島臨海工業地帯に立地する工場からの製品輸送を行う鉄道となった。1948年（昭和23年）に地方鉄道法に基づく鉄道として旅客営業が開始され、1952年（昭和27年）に倉敷市営となったが、1970年（昭和45年）からは水島臨海鉄道が運営している。当線では貨物営業のほか倉敷市駅 - 三菱自工前駅間で旅客営業も行っており、沿線の工場や、学校などへの通勤・通学客を運んでいる。三菱自工前駅 - 倉敷貨物ターミナル駅間は貨物営業のみを行っている。
倉敷市駅 - 三菱自工前駅間で旅客営業を開始してから数年間（少なくとも1978年まで）は、交通公社の全国版時刻表では巻頭地図・時刻とも倉敷市駅 - 水島駅間のみ記載されており、水島駅 - 三菱自工前駅間は記載されていなかった。

## 路線データ
- 管轄（事業種別）：水島臨海鉄道（第一種鉄道事業者）
- 路線距離（営業キロ）：11.2 km
- 軌間：1067 mm
- 駅数：
  - 旅客駅：10駅（起終点駅含む）
  - 貨物駅：1駅
- 複線区間：なし（全線単線）
- 電化区間：なし（全線非電化）
- 閉塞方式：自動閉塞式
交換可能駅：3（西富井・弥生・水島）
- 保安装置：ATS-SM
- 最高速度：50 km/h[1]
- IC乗車カード対応区間：なし

## 運行形態
旅客列車が1時間あたり1 - 3本運転されている。朝と夕方は倉敷市駅 - 三菱自工前駅間の列車が多いが、日中は倉敷市駅 - 水島駅間の列車が多く、倉敷市駅 - 三菱自工前駅間の列車は2時間に1本程度となる。
以前は三菱自工前発朝5時台に日曜日運休の列車、倉敷市発夜23時台に金・土曜日のみ運転の列車が設定されていたが、2007年（平成19年）3月18日 のダイヤ改正で朝の日曜日運休の列車は毎日運転（三菱自工前発4時台に繰り上げ）となり、夜は倉敷市発最終列車を22時台から23時台に繰り下げるとともに金・土曜日運転の列車が廃止された。2013年（平成25年）3月16日の改正では、三菱自工前発を5時台に繰り下げ、倉敷市発を23時ちょうどに繰り上げた。
大半の列車は1995年（平成7年）から1996年（平成8年）に導入されたMRT300形の1両ワンマン運行であり、土・日・祝日は全列車がMRT300形1両でのワンマン運行である。
平日は、混雑する朝（一部列車除く）および夕方のラッシュ時には2両ツーマンでの運行となり、車掌も乗務する。車両はMRT300形に加えてキハ30形（秋冬期間のみ）・キハ37形・キハ38形も充当される。

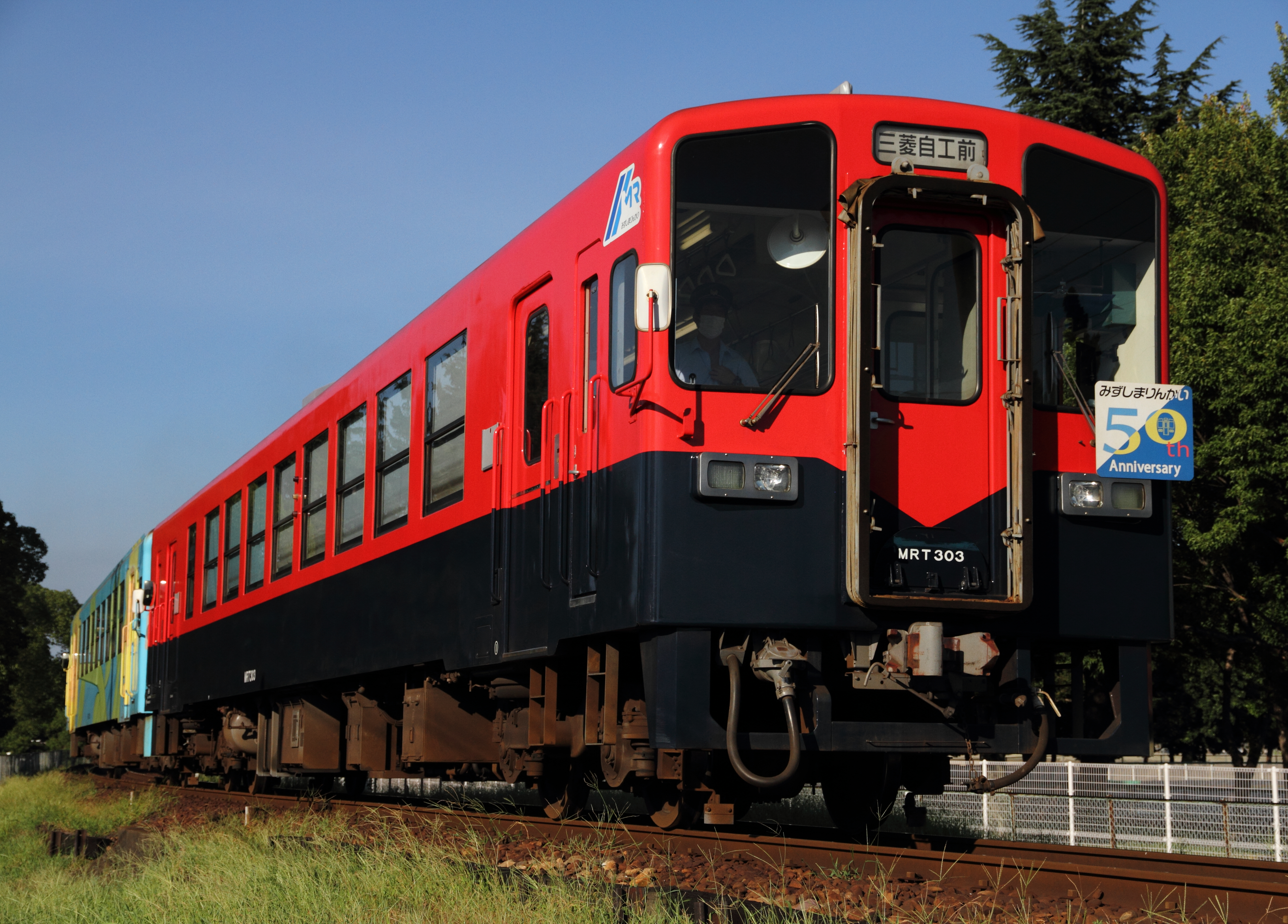
平日の朝と夕方は2両編成で運行するMRT300形（2020年8月14日）
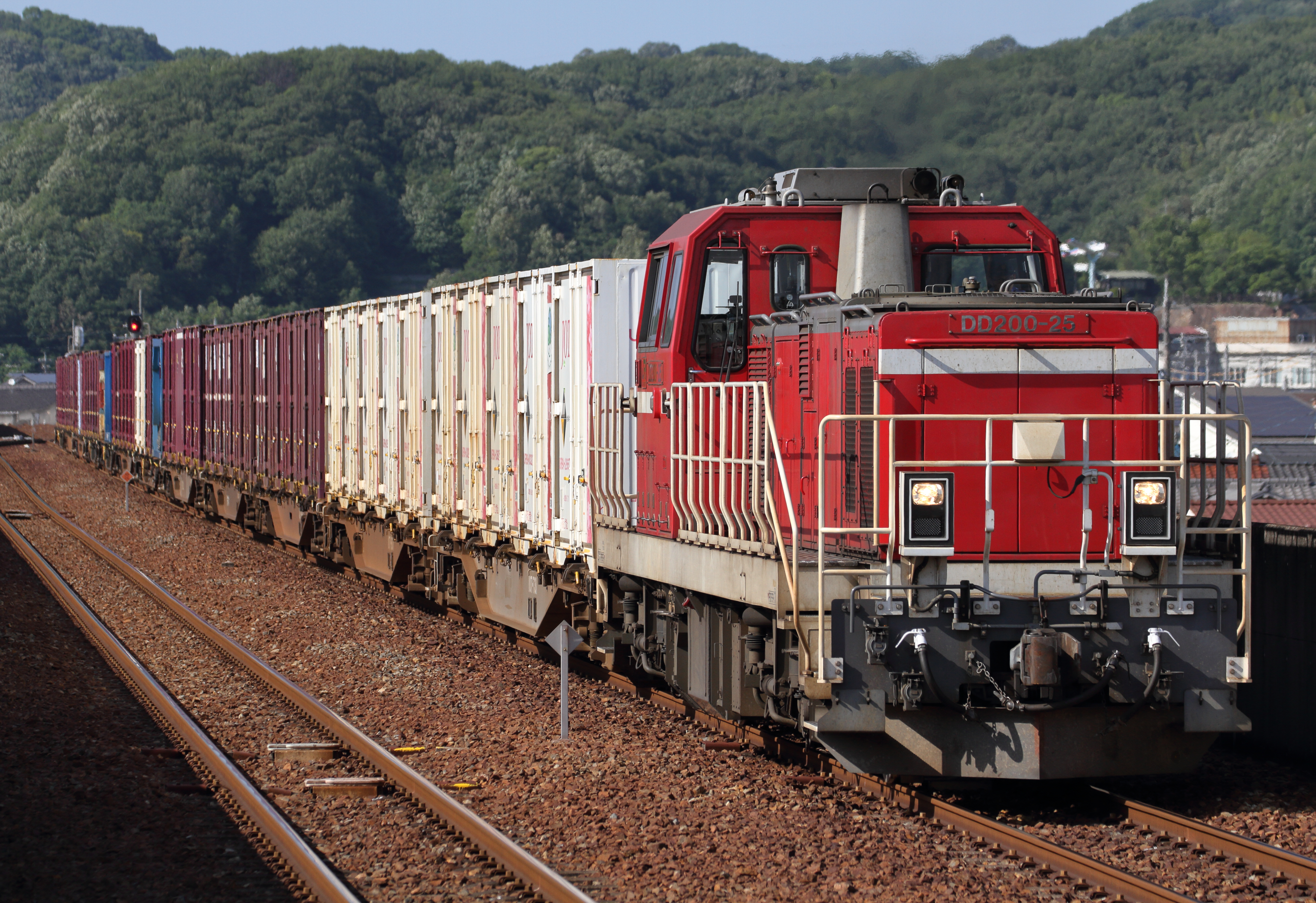
水島本線を走行するDD200形25号機とコキ100系貨車（2025年6月5日）

## 利用状況
水島本線の近年の輸送実績を下表に記す。表中、輸送人員の単位は万人。輸送人員は年度での値。
| 年度別輸送実績     | 年度別輸送実績                  | 年度別輸送実績                  | 年度別輸送実績                  | 年度別輸送実績                  | 年度別輸送実績              | 年度別輸送実績              | 年度別輸送実績 |
| 年度               | 輸送実績（乗車人員）：万人/年度 | 輸送実績（乗車人員）：万人/年度 | 輸送実績（乗車人員）：万人/年度 | 輸送実績（乗車人員）：万人/年度 | 貨物輸送量（発送） 万t/年度 | 貨物輸送量（到着） 万t/年度 | 特記事項       |
| 年度               | 定期                            | 定期外                          | 1日平均                         | 合計                            | 貨物輸送量（発送） 万t/年度 | 貨物輸送量（到着） 万t/年度 | 特記事項       |
| ------------------ | ------------------------------- | ------------------------------- | ------------------------------- | ------------------------------- | --------------------------- | --------------------------- | -------------- |
| 2002年（平成14年） | 100.8                           | 70.5                            | 0.46                            | 171.3                           | 33.2                        | 16.2                        |                |
| 2003年（平成15年） | 97.8                            | 70.2                            | 0.46                            | 168.0                           | 35.5                        | 16.0                        |                |
| 2004年（平成16年） | 93.5                            | 67.8                            | 0.44                            | 161.3                           | 35.7                        | 15.1                        |                |
| 2005年（平成17年） | 91.6                            | 67.3                            | 0.43                            | 158.9                           | 35.4                        | 15.8                        |                |
| 2006年（平成18年） | 91.4                            | 67.5                            |                                 | 158.9                           | 37.1                        | 16.1                        |                |
| 2007年（平成19年） | 91.0                            | 68.8                            | 0.43                            | 159.8                           | 36.5                        | 15.3                        |                |
| 2008年（平成20年） | 96.6                            | 71.3                            |                                 | 167.9                           | 30.8                        | 13.8                        |                |
| 2009年（平成21年） | 95.9                            | 65.1                            |                                 | 161.0                           | 29.7                        | 13.9                        |                |
| 2010年（平成22年） | 95.2                            | 64.1                            |                                 | 159.3                           | 30.6                        | 14.7                        |                |
| 2011年（平成23年） |                                 |                                 |                                 | 164.4                           | 29.4                        | 14.5                        |                |
| 2012年（平成24年） |                                 |                                 |                                 | 166.8                           | 27.6                        | 12.5                        |                |
| 2013年（平成25年） |                                 |                                 |                                 | 171.6                           | 27.0                        | 12.8                        |                |
| 2014年（平成26年） |                                 |                                 |                                 | 166.0                           | 27.4                        | 13.1                        |                |
| 2015年（平成27年） |                                 |                                 |                                 | 174.1                           | 28.4                        | 13.6                        |                |
| 2016年（平成28年） |                                 |                                 |                                 | 175.9                           | 27.7                        | 14.2                        |                |
| 2017年（平成29年） |                                 |                                 |                                 | 178.9                           | 28.9                        | 15.2                        |                |
| 2018年（平成30年） |                                 |                                 |                                 | 180.2                           | 26.0                        | 14.2                        |                |
| 2019年（令和元年） |                                 |                                 |                                 | 183.7                           | 24.9                        | 13.3                        |                |
| 2020年（令和 2年） |                                 |                                 |                                 | 134.3                           | 23.2                        | 13.5                        |                |
| 2021年（令和 3年） |                                 |                                 |                                 | 133.6                           | 23.6                        | 14.1                        |                |
| 2022年（令和 4年） |                                 |                                 |                                 | 150.8                           | 21.9                        | 13.2                        |                |

## 歴史
- 1942年（昭和17年）9月17日：専用鉄道免許状下付[7]
- 1943年（昭和18年）6月30日：三菱重工水島航空機製作所（現在の三菱自工水島製作所）専用鉄道として倉敷 - 水島航空機製作所間が開業。
- 1947年（昭和22年）：元水島航空機製作所専用鉄道を水島工業都市開発に移管。
- 1948年（昭和23年）8月20日：水島工業都市開発が社倉敷駅（現在の倉敷市駅） - 水島駅 - 水島港駅間を地方鉄道法による鉄道として開業。
- 1949年（昭和24年）
  - 5月20日：球場前駅開業。
  - 11月15日：西富井駅開業（のち1952-1966年の間に終点側に0.1 km移転）。
- 1952年（昭和27年）4月1日：倉敷市に譲渡。倉敷市交通局運営の市営鉄道となる。
- 1952年-1960年（昭和35年）：水島駅 - 水島港駅間の旅客営業廃止。
- 1962年（昭和37年）7月1日：水島港駅 - 西埠頭駅間が開業。
- 1965年（昭和40年）8月20日：水島駅 - 川鉄前駅間が開業。
- 1968年（昭和43年）10月：五軒屋駅休止。
- 1970年（昭和45年）4月1日：水島臨海鉄道に移管。
- 1971年（昭和46年）6月1日：倉敷市駅 - 水島駅間CTC化。
- 1972年（昭和47年）9月17日：水島駅 - 三菱自工前駅間の旅客営業を開始。三菱自工前駅開業。
- 1973年（昭和48年）5月：国道2号線岡山バイパスの建設工事に伴い西富井駅を0.4km起点側に移転。
- 1976年（昭和51年）12月：休止中の五軒屋駅廃止。
- 1981年（昭和56年）4月7日：倉敷市駅を国鉄倉敷駅前に移転。
- 1982年（昭和57年）：球場前駅を0.5 km起点側に移転。
- 1983年（昭和58年）4月1日：三菱自工前駅 - 川鉄前駅間に倉敷貨物ターミナル駅が開業。倉敷貨物ターミナル駅 - 川鉄前駅間、水島駅 - 水島港駅 - 西埠頭駅間を廃止。倉敷市駅 - 倉敷貨物ターミナル駅間を水島本線とする。
- 1986年（昭和61年）3月3日：栄駅開業[8]。
- 1988年（昭和63年）3月13日：浦田駅開業。
- 1989年（平成元年）3月29日：福井駅開業[9]。
- 1992年（平成4年）9月7日：浦田駅 - 三菱自工前駅間を高架化[10][11]。常盤駅開業[11]。
- 1995年（平成7年）3月：ATS設置[12]。
- 1996年（平成8年）3月16日：ワンマン運転開始。
- 2002年（平成14年）3月23日：土・日・祝日は、全列車ワンマン運転となる（車両運用上による例外を除く）。
- 2007年（平成19年）3月18日：三菱自工前発着列車を昼間にも運転開始[13]。土休日に関わらず毎日同じダイヤとなる。
- 2019年（平成31年・令和元年）：駅ナンバリング（駅番号）を導入。

## 駅一覧
- 全駅岡山県倉敷市に所在。
- 旅客営業は倉敷市 - 三菱自工前間のみ
- 線路
  - ◇：列車交換可能
  - │：列車交換不可
- 接続路線：駅名が異なる場合は…の右に駅名を示す。
- 接続路線の、()内の英字および数字は駅ナンバリング（駅番号）を表す。

| 駅番号 | 駅名                 | 駅間 営業キロ | 累計 営業キロ | 接続路線                                                     | 線路 |
| ------ | -------------------- | ------------- | ------------- | ------------------------------------------------------------ | ---- |
| MR0    | 倉敷市駅             | -             | 0.0           | 西日本旅客鉄道： 山陽本線 (JR-W05)・ 伯備線 (JR-V05) …倉敷駅 | │    |
| MR1    | 球場前駅             | 2.0           | 2.0           |                                                              | │    |
| MR2    | 西富井駅             | 1.6           | 3.6           |                                                              | ◇    |
| MR3    | 福井駅               | 0.8           | 4.4           |                                                              | │    |
| MR4    | 浦田駅               | 1.1           | 5.5           |                                                              | │    |
| MR5    | 弥生駅               | 2.0           | 7.5           |                                                              | ◇    |
| MR6    | 栄駅                 | 0.7           | 8.2           |                                                              | │    |
| MR7    | 常盤駅               | 0.4           | 8.6           |                                                              | │    |
| MR8    | 水島駅               | 0.6           | 9.2           | 水島臨海鉄道：港東線（貨物線）                               | ◇    |
| MR9    | 三菱自工前駅         | 1.2           | 10.4          |                                                              | │    |
|        | 倉敷貨物ターミナル駅 | 0.8           | 11.2          |                                                              | ◇    |

- 1948年の開業時には倉敷市 - 五軒屋 - 弥生 - 水島 - 水島港の5駅だけであったが、沿線の宅地化などが進み徐々に駅が増えていった。
- 1996年（平成8年）4月1日まで、西富井駅の北側（倉敷市方面）から日本専売公社倉敷工場への引込み線が分岐していたが、工場の閉鎖によって線路が撤去され、高架橋と路盤だけが残っている。

### 廃駅
- 五軒屋駅 - 倉敷市起点5.1 km。1968年（昭和43年）休止、1976年（昭和51年）廃止。1955年（昭和30年）制作の映画『麦笛』のロケで使われた。
- 水島港駅 - 倉敷市起点10.1 km。1983年（昭和58年）4月1日廃止。
- 川鉄前駅 - 倉敷市起点11.4 km。1983年（昭和58年）4月1日廃止。

### 過去の接続路線
- 三菱自工前駅：西埠頭線（貨物線、2016年7月15日廃止）

## 連続立体交差事業
倉敷市駅付近において連続立体交差事業（鉄道高架化）の事業化を進める計画がある。事業主体は、岡山県。

## その他
- 1991年7月1日に同和鉱業片上鉄道線が廃止されてから1994年12月3日に智頭急行智頭線が開業するまでの間、岡山県で唯一の非電化の私鉄路線であったほか、旅客営業を行う非電化路線では国鉄・JRからの転換路線を除けば中国地方で唯一の路線である[* 1]。